# Hugo Lacava Schell
Hugo Nelson Lacava Schell (nacido el 30 de agosto de 1955 en Conchillas, Departamento de Colonia, Uruguay) es un exfutbolista uruguayo nacionalizado argentino que desarrolló la mayoría de su carrera en la Argentina. Jugaba de centrocampista y su primer club fue Boca Juniors.
Actualmente, Lacava Schell reside en la Ciudad de Resistencia, donde además de haberse desempeñado como director técnico de varios equipos provinciales, también desarrolla su actividad como locutor radial, periodista deportivo y conductor de T.V.

## Carrera
Comenzó su carrera en Uruguay luego siguió en la Argentina en el año 1974 jugando para Boca Juniors. Rescindió su contrato con el club en el año 1978. Ese mismo año se fue al Temperley. Jugó para Universidad Católica, de Chile, hasta el año 1979. Después se fue al Santamarina de Tandil, en donde juega el nacional 1985, el último en disputarse]]. 

### Década del 80'
En 1980, pasó a Arsenal de Sarandí. En 1981 pasó a Quilmes AC. En 1982 regresa al Temperley y logra el ascenso a Primera, en una recordad final con Atlanta en definición por penales. En este club es muy recordado por su exquisito futbol, un volante fino y habilidoso. En 1986 pasó a Lanús. Ese año se suma a las filas de Chaco For Ever hasta 1987. En 1987 se suma a las filas de Douglas Haig, en donde juega hasta 1988. 

### Últimos años y retiro
Luego pasó a Club Atlético Talleres (Remedios de Escalada) en 1989 y Sarmiento de Junín donde se retira en el año 1990 siendo reemplazado por una de las jóvenes promesas del club Leo Yezze, quien luego se convertiría en su mejor amigo y productor televisivo. Tras su retiro como futbolista, Lacava Schell se instala en la Ciudad de Resistencia donde inicia su carrera como locutor y periodista deportivo. Actualmente, se desempeña en ambas profesiones, siendo locutor radial y columnista deportivo en la Provincia del Chaco.

## Clubes
| Club                  | País      | Año       |
| --------------------- | --------- | --------- |
| Boca Juniors          | Argentina | 1974-1978 |
| Temperley             | Argentina | 1978      |
| Universidad Católica  | Chile     | 1979      |
| Santamarina de Tandil | Argentina | 1980      |
| Arsenal de Sarandí    | Argentina | 1980      |
| Quilmes AC            | Argentina | 1981      |
| Temperley             | Argentina | 1982      |
| Lanús                 | Argentina | 1986      |
| Chaco For Ever        | Argentina | 1986-1987 |
| Douglas Haig          | Argentina | 1987-1988 |
| Talleres (RdE)        | Argentina | 1988-1989 |
| Sarmiento (Junín)     | Argentina | 1989-1990 |